# Chondrostereum purpureum
Chondrostereum purpureum és una espècie de fong de l'ordre dels agaricals (Agaricales). És el causant del mal del pom, una greu infecció que afecta ataca diversos arbres i els pot acabar matant. Afecta  principalment els fruiters de la família de les rosàcies especialment del gènere Prunus (albercoquer, cirerer, presseguer, prunera, etc.).

## Característiques
Al principi el fong té un aspecte d'una crosta a l'escorça de l'arbre; després es desenvolupa el cos fructífer, una estructura ondulant d'uns 3 cm d'amplada, que té una textura gomosa dura.  En una setmana o dues, el cos fructífer s'asseca, es torna fràgil i d'un color marró.  La fusta infectada es pot reconèixer perquè es tenyeix d'un color més fosc.
Les espores són cilindres arrodonits d'uns 5 a 8 µm x 3 a 4 µm de mida. L'estructura de les hifes és monomíctica i amb unió en fíbula.

## Història natural
Es troba sovint en soques velles o fusta morta, però també pot ser un paràsit seriós d'arbres vius. A més de les pruneres, ataca altres espècies de fulla ampla, com pomeres, pereres, salzes, àlbers, aurons, roures i oms.Amb menys freqüència també infecta coníferes (avets, tues, etc.) Probablement té la mateixa distribució geogràfica que els seus hostes. És comú en boscos, horts i plantacions de fruiters en climes temperats.

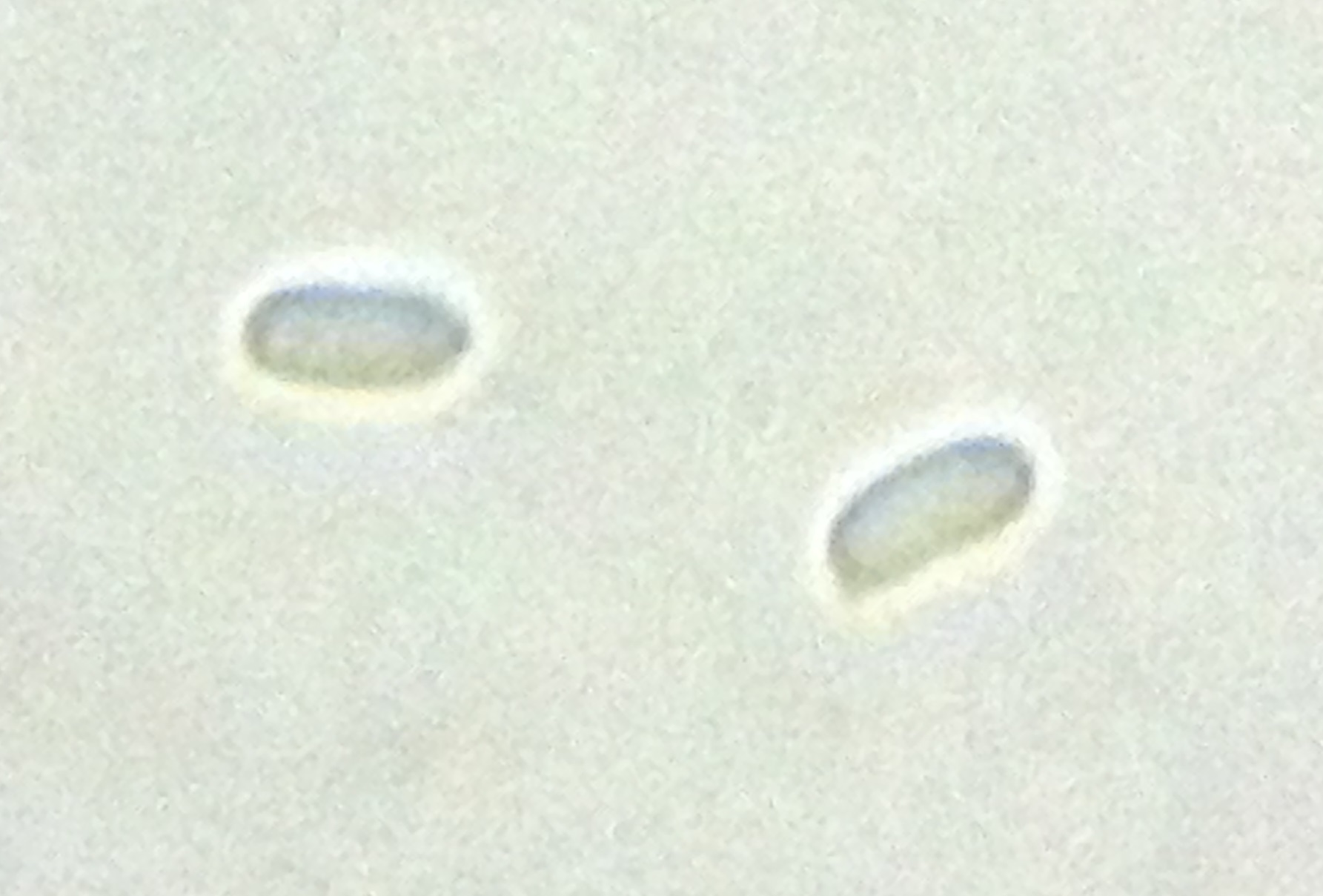
Espores de Chondrostereum purpureum